# Die Parker
Die Parker waren eine Gesangsgruppe im Berlin der frühen 1930er Jahre, die oft für bekannte Orchester als Refrainsänger zum Einsatz kam.
Außer dem Rumänen Zeno Coste (Tenor), der ab 1932 zu den Kardosch-Sängern und nach deren Auflösung 1936 kurzfristig zum Meistersextett gehörte, ist keiner der Sänger namentlich bekannt.
Die Gruppe nahm 1931/32 einige Platten mit den bekanntesten Orchestern der damaligen Zeit, wie den Orchestern von Bernard Etté, Ilja Livschakoff und Billy Bartholomew, auf und wirkte an dem Film Melodie der Liebe mit Richard Tauber mit, der nur fragmentarisch erhalten ist.

## Diskografie
Billy Bartholomew und sein Orchester - Refrain „Die Parker“
C 1528 - Im Salzkammergut, da kann man gut lustig sein - Kristall 3208
C 1529 - Das ist die Liebe der Matrosen - Kristall 3209

Ilja Livschakoff Tanz-Orchester - Refrain: Die Parker
4163 BD - Horch! Horch! (1. Teil) - Grammophon 24208
4164 1/2 BD - Horch! Horch! (2. Teil) - Grammophon 24208
4173 1/2 BD - Das ist die Liebe der Matrosen - Grammophon 24210

Bernhard Etté und sein Orchester - Refrain: „Die Parker“
C 1566 - Rosa, reizende Rosa - Kristall 3219
C 1567 - Schön ist das Leben - Kristall 3218

Kurt Hardt mit Quartett „Die Parker“ mit Orchesterbegleitung
C 1601-1 - Es rauscht der Wald (1. Teil) - Kristall 6069
C 1602 - Es rauscht der Wald (2. Teil) - Kristall 6069

Bernhard Etté und sein Orchester - Gesang: „Die Parker“
C 1625-1 - Für alle (1. Teil) - Kristall 3235
C 1626 - Für alle (2. Teil) - Kristall 3235

Kristall-Orchester - Gesang: „Die Parker“
C 1634 - Wir walzen (1. Teil) - Kristall 1633
C 1635 - Wir walzen (2. Teil) - Kristall 1633

George Nettelmann und sein Orchester - Refrain: Kurt Mühlhardt u. Die Parker
C 1647 - Morgen geht’s uns gut - Kristall 3239
C 1649 - Potpourri aus dem Tonfilm „Bomben auf Monte Carlo“ - Kristall 3240

Ilja-Livschakoff-Tanz-Orchester mit deutschem Gesang: Leo Monosson und „Die Parker“
4136 BR - Für alle (1. Teil) - Grammophon 24354
4137 BR - Für alle (2. Teil) - Grammophon 24354

Lizzi Waldmüller, die Parker und Jean Gilbert mit seinem Orchester
OD 643-1 - Sag mir mal Schnucki auf spanisch - Electrola EG 2452, HMV AM 3765 (60-1809)

Kristall-Orchester mit Quartett „Die Parker“
C 2181 - Rheinischer Sang (1. Teil) - Kristall 7203
C 2182 - Rheinischer Sang (2. Teil) - Kristall 7203

### Wiederveröffentlichungen
Die Schlager Des Jahres 1931, 2 × CD, Compilation, Remastered, Musictales – 2087059, 2014 (mit „Schön ist das Leben“)
Singende Filmsterne Und Ihre Schönsten Tonfilmmelodien, 2 × Vinyl, LP, Compilation, Serie „Der Goldene Trichter“, Odeon – 1C 134-46 085/86 M, EMI Electrola – 1C 134-46 085/86 M (mit „Sag mir mal Schnucki auf Spanisch“ mit Lizzie Waldmüller)

### Tondokumente
- Für alle! Bernard Etté und Die Parker
- Rosa, reizende Rosa Bernard Etté, Gesang Die Parker
- Das ist die Liebe der Matrosen, Billy Bartholomew und sein Orchester, Gesang „Die Parker“
- Im Salzkammergut, da kann man gut lustig sein, Billy Bartolomew und sein Orchester, Gesang: Die Parker
- Schön ist das Leben, Bernard Etté und Die Parker
- Für alle! Das Ilja Livschakoff Tanz-Orchester mit Gesang von Leo Monosson und „Die Parker“
- Sag mir mal Schnucki auf Spanisch, Lizzi Waldmüller & Die Parker m.d. Orchester Jean Gilbert
- Das Ist Die Liebe Der Matrosen, Ilja Livschakoff mit deutschem Refraingesang